# Centrální hřbitov v Ruzyni
Centrální hřbitov v Ruzyni je nerealizovaný hřbitov v Praze 6, který byl plánován v severozápadní části Ruzyně v místě zvaném Dlouhá míle, západně od ulice Drnovská. V jeho místech vede Pražský okruh s mimoúrovňovou křižovatkou a stojí zde Obchodní centrum Šestka.

## Historie
Výstavbou nových pohřebišť pro Velkou Prahu se zabývaly městské úřady od roku 1921, protože kapacita stávajících hřbitovů byla nedostačující. Proto Státní regulační komise navrhla roku 1922 vybudování tří velkých hřbitovů na obvodu města, které by vnitropražské hřbitovy nahradily. Území Prahy bylo v projektu rozděleno na tři spádové sektory - v severovýchodní části na pravém břehu Vltavy se již budovalo pohřebiště v Ďáblicích, v jihovýchodní části mělo stát pohřebiště na Chodovci a v severozápadní části pro obce na levém břehu Vltavy byl plánován nový hřbitov v Ruzyni na Dlouhé míli. Městský úřad regulační vydal v červenci 1925 souhlas, ve kterém určil v souladu se stanoviskem Státní regulační komise z roku 1922 umístění a rozlohu hřbitovů; ta měla dosáhnout 560.000 m².